# Set the Fire to the Third Bar
"Set the Fire to the Third Bar" to piosenka indierockowej grupy Snow Patrol, pochodząca z jej czwartego albumu, Eyes Open. Dodatkowego wokalu użyczyła w niej Martha Wainwright. 13 listopada 2006 roku utwór został wydany jako singel.

## Lista utworów

### Wydanie 1
1. "Set the Fire to the Third Bar" (feat. Martha Wainwright) – 3:22
2. "You're All I Have" (na żywo)

Wydanie brytyjskie na CD.

### Wydanie 2
1. "Set the Fire to the Third Bar" (feat. Martha Wainwright) – 3:22
2. "Chasing Cars" (na żywo)

Wydanie brytyjskie na 7".

### Wydanie 3
1. "Set the Fire to the Third Bar" (feat. Martha Wainwright) – 3:16
2. "Set the Fire to the Third Bar" (feat. Martha Wainwright) – 3:22

Wydanie brytyjskie.